# Il destino (film 1976)
Il destino (Moko Dakhan) è un film del 1976 diretto da Sega Coulibaly.
Considerato tra i più significativi della cinematografia maliana degli anni settanta e ottanta, affronta temi sociali in stile realista.
Ha per protagonisti Fanta Berthe e Lamine Dolo. 

## Trama
Una studentessa di un piccolo villaggio rimane incinta del suo insegnante, venuto dalla città, che ha l'abitudine di sedurre le sue allieve. Il padre incolpa dell'accaduto sia la ragazza sia la madre, accusata di essere responsabile del comportamento della figlia, e le caccia entrambe dal paese. Per sopravvivere madre e figlia sono costrette a prostituirsi in una vicina città.